# Charles C. Pyle

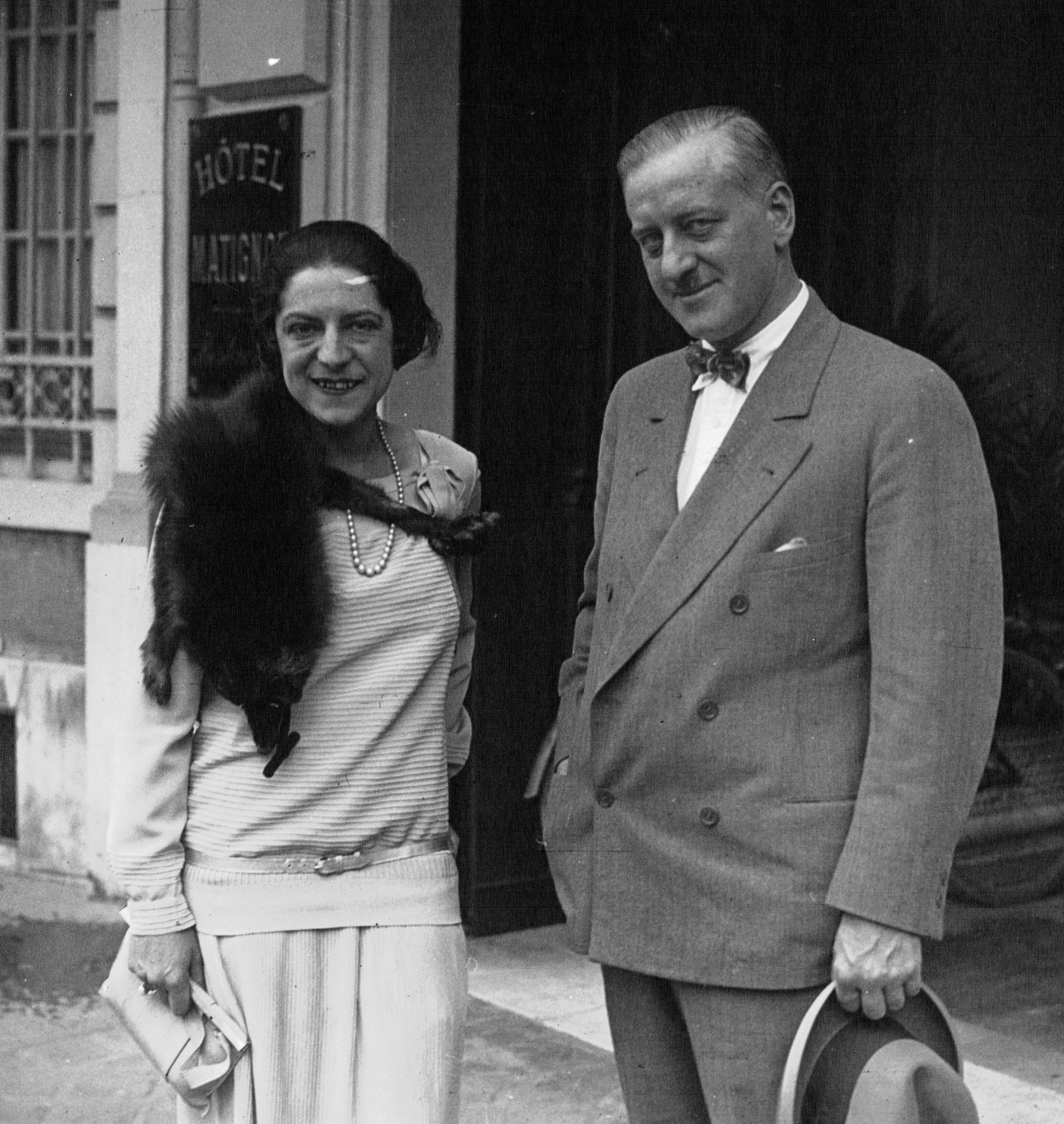
Suzanne Lenglen och Charles C. Pyle.

Charles C. Pyle, känd som C. C. "Cash and Carry" Pyle, född 1882 i Delaware, Ohio, död 3 februari 1939. Amerikansk affärsman och promotor.
Charles Pyle anordnade i sin ungdom bland annat sexdagarslopp i velodromcykel. Han organiserade också tävlingar i maratondans och i rullskridskoåkning. Under 1920-talet blev han känd i USA som promotor för amerikansk professionell fotboll. År 1925 organiserade han fotbollsturneringar över hela USA.
År 1926 organiserade han den första proffs-cirkusen för tennisspelare. Han kontrakterade då en handfull elitspelare där de största stjärnorna var fransyskan Suzanne Lenglen och amerikanen Vinnie Richards. Bill Tilden tillfrågades också av Pyle, men tackade nej. Lenglens kontrakt var värt 75.000 US-dollar. Under det följande året möttes Lenglen och flerfaldiga amerikanska mästarinnan  Mary Browne i 38 singelmatcher på en landsomfattande amerikansk turné. Lenglen vann samtliga möten över Browne, som 1926 egentligen redan hade upphört med tennis till förmån för golf. Pyles proffscirkus hade god framgång, men innebar samtidigt att spelarna inte längre var välkomna att delta i ITFs turneringar, inkluderande de stora Grand Slam-turneringarna. Lenglen slutade spela efter en säsong, varvid Pyle drog sig tillbaka från proffs-cirkusen. Denna övertogs då av Vincent Richards och senare av Bill Tilden som blev proffs 1930. 
Åren 1928 och 1929 organiserade Pyle två internationella transkontinentala löpartävlingar som hölls under beteckningen Bunion Derbies. Tävlingarna var långdistanslopp om 3422 miles (nära 550 svenska mil) mellan Los Angeles och New York. Tävlingssträckan följde i huvudsak Highway 66. Pyle hade räknat med stora åskådarintäkter utefter vägen, men det ekonomiska resultatet blev en missräkning vid båda tävlingstillfällena, varefter tävlingen lades ner.

### Webbkällor
- "Between the Lines: Suzanne Lenglen and the First Pro Tour"